# Mosoru, Hunedoara
Mosoru este un sat în comuna Toplița din județul Hunedoara, Transilvania, România. Se află în partea de vest a județului, în Munții Poiana Ruscă. Satul este parasit.